# Capcom vs. SNK 2: Mark of the Millennium 2001
Capcom vs. SNK 2: Millionaire Fighting 2001, est un jeu de combat en 2D développé par Capcom Production Studio 1 et édité par Capcom en août 2001 au Japon sur système Naomi GD-ROM. Il est d’abord sorti sur borne d’arcade avant d'apparaître dans le monde entier sur les consoles de jeu vidéo Dreamcast, PlayStation 2, GameCube et Xbox. Au Japon, le jeu est publié sous le titre de Capcom vs. SNK 2: Millionaire Fighting 2001.
Dans la jaquette version Dreamcast, un deuxième disque sur lequel le nom du jeu est Capcom Taisen Fan Disk est fourni, mais pas séparément. Il permet de regarder des vidéos de Capcom vs. SNK 2, regarder des images apparaissant dans le jeu précédent et enfin télécharger des données de sauvegarde pour certains jeux de Dreamcast (version japonaises, bien sûr). 
Le système de jeu est semblable à celui de Capcom vs. SNK: Millennium Fight 2000.

## Ratio System
Le système est plus souple que dans Capcom vs. SNK: Millennium Fight 2000, le joueur dispose de 4 points et doit composer une équipe entre 1 et 3 personnages. Lorsqu'il choisit un personnage, il doit lui allouer entre un et quatre points. Plus le nombre de points alloués sera grand, plus le personnage sera fort (plus de vie, coups plus puissants…). La sélection de l'équipe se termine lorsque le joueur n'a plus de points.

## Système de jeu
Contrairement au premier épisode, qui se base sur un système de coups de poing et coups de pied à quatre boutons avec deux niveaux de puissance, à la manière de la série The King of Fighters, Capcom vs. SNK 2 se base sur le système de la série Street Fighter, avec un système de coups de poing/pied à six boutons, qui se départagent avec trois niveaux de puissances. Les personnages de SNK sont retravaillés pour s'adapter à ce système.
Le système global est dérivé de Street Fighter Alpha, le jeu propose le même système de « Groove » provenant du précédent épisode. Capcom vs. SNK 2 comprend plus de barres de « Groove », avec six barres au total, qui s'inspirent des différents jeux de combat de Capcom et SNK. Elles imposent le système de « Super Gauge » du personnage et des techniques spéciales, telles que les dash, les déplacements et les annulations de garde. Le système de jeu est sélectionnable une fois son équipe formée. Il conditionnera le type de la barre de furie, les mouvements d'esquive, etc. Le joueur a le choix entre trois « Capcom Groove » : « C », « A » et « P », et trois « SNK Groove » : « S », « N » et « K ».
Les barres de Groove contiennent aussi leurs propres caractéristiques, elles disposent de techniques propres à leur style de combat (voir tableau). Les techniques de jeu proposées sont de types défensives et offensives.

## Grooves
- Le « Groove C » s'inspire du style de combat de Street Fighter Alpha 3, la barre de furie se remplit progressivement en donnant des coups à son adversaire et contient 3 niveaux de puissance[13],[10].
- Le « Groove A »  est celui de Street Fighter Alpha 2, le joueur peut mélanger et combiner des mouvements pour créer ses propres Customs Combos , et une furie consomme 50% de la barre[13],[10].
- Le « Groove P » empreinte la parade de Street Fighter III: New Generation, qui permet d'éviter une attaque. Seul un Super Combo de niveau 3 est utilisable dans ce groove[13].
- Le « Groove S » est similaire au système de combat d'Art of Fighting, lorsq'un personnage est très affaibli le joueur peut déclencher des Super Combos à volonté. Si la jauge atteint le seuil critique tandis que la vitalité est pratiquement épuisée, le joueur peut lancer une Max Super Attack[14].
- Le « Groove N » correspond au style de combat de The King of Fighters '98: The Slugfest, la barre peut stocker 3 niveaux de super jauge, les joueurs peuvent ainsi lancer trois furies d'affilée. Le joueur peut tenter une attaque « Power Max » en utilisant une jauge de niveau pour améliorer un certain temps la puissance d'attaque du personnage[13],[15].
- Le « Groove K » s'inspire du système de Samurai Shodown IV: Amakusa's Revenge, il utilise la technique du Just Defend et est accompagné d'une jauge de rage. Une fois la barre remplie, le personnage devient rouge et sa puissance augmente et est en mesure d'utiliser une furie[13],[15].

| C | oui | oui | oui | oui | oui | —   | —   | —   | —   | —   | —   |   |   |   |
| A | —   | oui | oui | —   | oui | oui | —   | —   | —   | —   | —   |   |   |   |
| P | —   | —   | —   | oui | —   | —   | oui | oui | —   | —   | —   | — | — | — |
| S | —   | oui | —   | oui | —   | —   | oui | —   | oui | oui | —   |   |   |   |
| N | —   | oui | oui | —   | —   | oui | oui | —   | oui | —   | —   |   |   |   |
| K | —   | —   | —   | —   | —   | oui | oui | —   | oui | —   | oui |   |   |   |
| - « Air Guard » : garde lors d'un saut permettant de se défendre contre les attaques aériennes ; - « Counter Attack » : après avoir bloqué une attaque, le joueur prend l'avantage et lui permet d'infliger le premier coup ou simplement une roulade ; - « Rolling » : roulade permettant d'esquiver une attaque ou de passer dans le dos de l'adversaire sans subir de dégâts ; - « Tactical Recovery » : permet au personnage de se relever au bon moment d'une attaque au sol une demi-seconde après ; - « Dash » : le personnage fait un pas en arrière ou en avant, mais ne peut pas courir ; - « Safe Fall » : le personnage se relève instantanément après une chute à la suite d'une attaque de l'adversaire ; - « Small Jump » : petit saut pour feinter l'adversaire et attaquer rapidement dans les airs ; - « Parry » : parade permettant de contrer n'importe quel coup, elle fonctionne au moment précis où l'adversaire attaque ; - « Run » : action spéciale pour faire courir le personnage ; - « Dodge » : action qui permet d'éviter (esquive) une attaque ; - « Just Defend » : garde précise, si le timing est bien exécutée, le personnage ne prend aucun dégât et enchaîne plus vite ses attaques l'instant suivant. |     |     |     |     |     |     |     |     |     |     |     |   |   |   |

## Capcom vs. SNK 2 EO
Capcom vs. SNK 2 EO est une mise à jour qui comporte quelques changements mineurs dans le gameplay, elle ajoute le système baptisé « EO » (pour Easy Operation), permettant aux joueurs de réaliser des furies ou des coups spéciaux par le simple fait de manipuler le stick analogique droit de la manette dans une certaine direction,.
Avant de sélectionner une équipe, le jeu propose une sélection de « Groove », qui change la façon dont le jeu est joué, comme pour les systèmes « AC-ism » (mode Arcade) ou « GC-ism » (mode Game Cube), le « Groove GC-ism » simplifie le schéma de contrôle, conçu à l'origine pour la manette de jeu Game Cube. Ce groove est baptisé « EO-ism » dans la version Xbox. Capcom vs. SNK 2 EO corrige également le bug du Roll cancel
 présent dans les versions originales. La version Xbox comporte également un mode en ligne, ainsi qu'une résolution de 480p, absente dans la version PlayStation 2.

## Liste des personnages
|  | Nouveau personnage Capcom/SNK inclus dans Capcom vs. SNK 2 |

| CAPCOM   | Jeu d'origine                                |
| -------- | -------------------------------------------- |
| Akuma    | Super Street Fighter II Turbo                |
| Balrog   | Street Fighter II: The World Warrior         |
| Blanka   | Street Fighter II: The World Warrior         |
| Cammy    | Super Street Fighter II: The New Challengers |
| Chun-Li  | Street Fighter II: The World Warrior         |
| Dan      | Street Fighter Alpha: Warriors' Dreams       |
| Dhalsim  | Street Fighter II: The World Warrior         |
| Eagle    | Street Fighter                               |
| E. Honda | Street Fighter II: The World Warrior         |
| Evil Ryu | Street Fighter Alpha 2                       |
| Guile    | Street Fighter II: The World Warrior         |
| Ken      | Street Fighter                               |
| Kyosuke  | Rival Schools                                |
| Maki     | Final Fight 2                                |
| M. Bison | Street Fighter II: The World Warrior         |
| Morrigan | Darkstalkers: The Night Warriors             |
| Rolento  | Final Fight                                  |
| Ryu      | Street Fighter                               |
| Sagat    | Street Fighter                               |
| Sakura   | Street Fighter Alpha 2                       |
| Yun      | Street Fighter III: New Generation           |
| Vega     | Street Fighter II: The World Warrior         |
| Zangief  | Street Fighter II: The World Warrior         |

| SNK          | Jeu d'origine                           |
| ------------ | --------------------------------------- |
| Athena       | Psycho Soldier                          |
| Benimaru     | The King of Fighters '94                |
| Chang & Choi | The King of Fighters '94                |
| Geese        | Fatal Fury: King of Fighters            |
| Haohmaru     | Samurai Shodown                         |
| Hibiki       | The Last Blade 2                        |
| Iori         | The King of Fighters '95                |
| Joe          | Fatal Fury: King of Fighters            |
| Kim          | Fatal Fury 2                            |
| King         | Art of Fighting                         |
| Kyo          | The King of Fighters '94                |
| Mai          | Fatal Fury 2                            |
| Nakoruru     | Samurai Shodown                         |
| Orochi Iori  | The King of Fighters '97                |
| Raiden       | Fatal Fury: King of Fighters            |
| Rock         | Garou: Mark of the Wolves               |
| Rugal        | The King of Fighters '94                |
| Ryo Sakazaki | Art of Fighting                         |
| Terry Bogard | Fatal Fury: King of Fighters            |
| Todoh        | Art of Fighting                         |
| Vice         | The King of Fighters '96                |
| Yuri         | Art of Fighting 2                       |
| Yamazaki     | Fatal Fury 3: Road to the Final Victory |